# Skeldon
Skeldon è una città della Guyana, nella regione del Berbice Orientale-Corentyne.